# Dactyloscopidae
Famille
Les Dactyloscopidae sont une famille de poissons de l'ordre des Blenniiformes.

## Liste des genres
Selon World Register of Marine Species (10 mars 2017) :
- genre Dactylagnus Gill, 1863
- genre Dactyloscopus Gill, 1859
- genre Gillellus Gilbert, 1890
- genre Heteristius Myers & Wade, 1946
- genre Leurochilus Böhlke, 1968
- genre Myxodagnus Gill, 1861
- genre Platygillellus Dawson, 1974
- genre Sindoscopus Dawson, 1977
- genre Storrsia Dawson, 1982